# Music Pick up after Millennium（2000）
『Music Pick up after Millennium（2000）』（ミュージックピックアップアフターミレニアム）は、2020年9月30日からLuckyFM茨城放送で放送されているラジオ番組。

## 概要
毎週2000年以降の中から1年をピックアップし、その年にリリースされた曲をオンエアする音楽番組である。音楽ジャンルの制限はなく、幼児向けの歌なども取り上げることがある。
2020年9月30日、水曜 21:00 - 22:00の時間枠で放送を開始した。当時茨城放送アナウンサーだった山下真保子と大島千穂が1週交代でパーソナリティを担当していた。2021年4月1日放送分より、放送曜日を木曜に移した上で放送時間を2時間に拡大した。パーソナリティは大島が専任となった。
2023年6月29日の放送回をもって、大島千穂は番組を卒業し、茨城放送の担当番組を全て終えた。
2023年7月6日の放送回より、LuckyFM茨城放送アナウンサーの煙山ゆうが担当することになり、番組もリニューアルとなった。
番組メールアドレスは、mp2000@lucky-ibaraki.com。公式ハッシュタグは #mp2000 で、放送内でこのタグが付いたツイートを紹介する。
2022年8月11日より、JX金属が22時台のスポンサーとなる。

## 番組内容
2023年7月現在
記載した時刻は目安。
- Pick Up Year
  - ピックアップした年にリリースされた曲をオンエアする。特定コーナー以外の時間の大部分を占める。1時間放送時はほぼ全てこの企画で占められていた。

- Request Pick Up
  - リスナーからのリクエストを3曲程度オンエアする。その回のピックアップ・イヤーに発表された曲のリクエストを受け付ける。特定コーナー以外のPick Up Yearの枠でリクエスト曲を流すこともある。

- 22:23・幻の深夜Bar～けむり立ちぬ～
  - 木曜夜10分間だけ現れ、煙のように消えていくという噂の深夜Bar。
  - 最近モヤモヤしたことや誰にも言えない秘密を募集し、それを解決するようなカクテル言葉をケムママが送る。隔週コーナー。

- 22:23・こんなことラジオでしか言えない…君に届け！
  - 家族、友達、恋人、人じゃなくても伝えたい想いを綴った手紙を煙山が代読する。
  - 隔週コーナー。

- 22:33・To Find music!
  - リリースされたばかりの新譜を2曲程度オンエアする。

- 22:40・トロトロ丼
  - 1題ずつ出題されるイントロクイズとアウトロ（曲の終わり部分）クイズに、煙山が答える。このコーナーで出題される曲はその回のピックアップ・イヤーとは一致しない。2022年8月からはカッパーくんが番組プロデューサーのMARIKOさまにヒントをねだることも。
  - このコーナーのみ、クイズの正解数によってリスナープレゼントの数が変動する

→毎月第１・３・５週に実施
- 22:40・こんな時ドウすればいいの？
  - こんな時どうすれば...というテーマを毎週設定し、そのテーマへの答えをカッパーくんと考えるコーナー。

→毎月第２週に実施
- 22:40・ドウしてもドウしても！
  - 『どうしても○○』という心の叫びを募集し、カッパーくんと浄化するコーナー。

→毎月第４週に実施
- 23:00・Catch on Artist
  - アーティストからのプロモーション・コメントと曲をオンエアする。生ゲストとしてスタジオ出演する場合もある。

- 23:20・Music 6th Sense
  - あるテーマに沿って選曲された6曲をオンエアする。このコーナーの曲はその回のピックアップ・イヤーとは一致しない。

このほか、合間を見てTwitterの書き込み、メールを紹介する。

## 現在のコーナー

### Music 6th Sense
テーマ一覧
| 放送日     | 放送日   | テーマ                                      |
| ---------- | -------- | ------------------------------------------- |
| ２０２１年 | 07月08日 |                                             |
| ２０２１年 | 07月15日 | ひまわり                                    |
| ２０２１年 | 07月22日 | 猫                                          |
| ２０２１年 | 07月29日 | アクション映画ソング                        |
| ２０２１年 | 08月05日 | FIVE-5-                                     |
| ２０２１年 | 08月12日 | JAPAN                                       |
| ２０２１年 | 08月19日 | 美味しそうな曲                              |
| ２０２１年 | 08月26日 | 水〜water〜                                 |
| ２０２１年 | 09月02日 | 宝石ソング                                  |
| ２０２１年 | 09月09日 | MAMA・PAPA                                  |
| ２０２１年 | 09月16日 | High!                                       |
| ２０２１年 | 09月23日 | キンモクセイ                                |
| ２０２１年 | 09月30日 | WANT                                        |
| ２０２１年 | 10月07日 | めん                                        |
| ２０２１年 | 10月14日 | ヘビ                                        |
| ２０２１年 | 10月21日 | 創造・想像                                  |
| ２０２１年 | 11月11日 | ポッキー・プリッツ                          |
| ２０２１年 | 12月02日 | Universe                                    |
| ２０２１年 | 12月16日 | 携帯電話                                    |
| ２０２２年 | 01月06日 | 色                                          |
| ２０２２年 | 01月20日 | 旅                                          |
| ２０２２年 | 02月03日 | 鬼                                          |
| ２０２２年 | 02月17日 | 天国？！地獄？！                            |
| ２０２２年 | 03月03日 | 王・姫                                      |
| ２０２２年 | 03月17日 | Anime Song                                  |
| ２０２２年 | 04月07日 | 日本の風                                    |
| ２０２２年 | 04月21日 | 最近のテレビ                                |
| ２０２２年 | 05月05日 | 子                                          |
| ２０２２年 | 05月19日 | トーク                                      |
| ２０２２年 | 06月02日 | To you                                      |
| ２０２２年 | 06月16日 | Sweets                                      |
| ２０２２年 | 06月30日 | 月                                          |
| ２０２２年 | 07月14日 | ひまわり                                    |
| ２０２２年 | 07月28日 | 地名Song                                    |
| ２０２２年 | 08月04日 | Beer                                        |
| ２０２２年 | 08月25日 | 甲子園応援song                              |
| ２０２２年 | 09月08日 | mp2000 Select Love song                     |
| ２０２２年 | 09月22日 | From Internet                               |
| ２０２２年 | 10月13日 | ファイトソング                              |
| ２０２２年 | 10月27日 | Happy Halloween                             |
| ２０２２年 | 11月10日 | Song of "One"                               |
| ２０２２年 | 11月24日 | The name evolved                            |
| ２０２２年 | 12月08日 | End Song                                    |
| ２０２２年 | 12月24日 | idol Christmas                              |
| ２０２３年 | 01月12日 | Ski song                                    |
| ２０２３年 | 02月09日 | カッパーくんへ贈るお誕生日Song              |
| ２０２３年 | 02月23日 | フジソング                                  |
| ２０２３年 | 03月09日 | Thank you song                              |
| ２０２３年 | 03月23日 | 世界気象デー！天気の曲                      |
| ２０２３年 | 04月13日 | VS Song                                     |
| ２０２３年 | 04月27日 | 絆                                          |
| ２０２３年 | 05月11日 | Mother Song                                 |
| ２０２３年 | 05月25日 | ストレス解消song                            |
| ２０２３年 | 06月08日 | 海song                                      |
| ２０２３年 | 06月22日 | For my dear...(大島がリスナーへ贈りたい6曲) |
| ２０２３年 | 07月06日 | 星に願いを                                  |
| ２０２３年 | 07月13日 | 失恋song                                    |
| ２０２３年 | 07月20日 | 花火                                        |
| ２０２３年 | 07月27日 | Dog song                                    |
| ２０２３年 | 08月03日 | はちみつ                                    |
| ２０２３年 | 08月10日 | 鳥song                                      |
| ２０２３年 | 08月17日 | ハイテンション                              |
| ２０２３年 | 08月24日 | Train song                                  |
| ２０２３年 | 08月31日 | 野菜song                                    |
| ２０２３年 | 09月07日 | Autumn song                                 |
| ２０２３年 | 09月14日 | Answer song                                 |
| ２０２３年 | 9月21日  | Fashion song                                |
| ２０２３年 | 9月28日  | Book song                                   |
| ２０２３年 | 10月05日 | Teacher song                                |
| ２０２３年 | 10月19日 | 旅song                                      |
| ２０２３年 | 10月26日 | ハロウィンsong                              |
| ２０２３年 | 11月02日 | ペアsong                                    |
| ２０２３年 | 11月09日 | ドライブにオススメの洋楽                    |
| ２０２３年 | 11月16日 | 色song                                      |
| ２０２３年 | 11月23日 | 紅葉を見ながら聴きたいエモい曲              |
| ２０２３年 | 11月30日 | 鏡song                                      |

### Catch on Artist
紹介アーティスト一覧
2021年
| 放送日    | アーティスト                                     |
| --------- | ------------------------------------------------ |
| 04月08日  | SPiCYSOL                                         |
| 05月027日 | JO1                                              |
| 06月03日  | ORβIT                                            |
| 06月10日  | 半田麻里子                                       |
| 06月17日  | 前島麻由                                         |
| 06月24日  | Kroi                                             |
| 07月01日  | Sano ibuki                                       |
| 07月08日  | 石崎ひゅーい                                     |
| 07月15日  | 村田智史                                         |
| 07月22日  | 安月名莉子                                       |
| 07月29日  | IVVY                                             |
| 08月05日  | Goomiey                                          |
| 08月12日  | AAAMYYY                                          |
| 08月19日  | ORION'Z                                          |
| 08月26日  | TERA                                             |
| 09月02日  | 森公一／ジョンソンこうが                         |
| 09月09日  | 岡咲美保                                         |
| 09月16日  | ネクライトーキー                                 |
| 09月23日  | ReN                                              |
| 09月30日  | THE FOREVER YOUNG                                |
| 10月07日  | Ryu Matsuyama                                    |
| 10月14日  | 加藤万里奈                                       |
| 10月21日  | 上坂すみれ                                       |
| 10月28日  | saji                                             |
| 11月04日  | 日向坂46（松田好花・山口陽世）                   |
| 11月11日  | 加藤ミリヤ                                       |
| 11月18日  | Thinking Dogs                                    |
| 11月25日  | クレナズム                                       |
| 12月02日  | 大原櫻子                                         |
| 12月09日  | sumika                                           |
| 12月16日  | 降幡愛                                           |
| 12月23日  | ラストアイドル（阿部菜々実・小澤愛実・鈴木遥夏） |
| 12月30日  | 磯山純(生出演)                                   |

2022年
| 放送日   | アーティスト                                            |
| -------- | ------------------------------------------------------- |
| 01月06日 | ズーカラデル                                            |
| 01月13日 | 田所あずさ                                              |
| 01月20日 | ロザリーナ                                              |
| 01月27日 | 唐沢美帆                                                |
| 02月3日  | カノエラナ                                              |
| 02月10日 | Liyuu                                                   |
| 02月17日 | Anly                                                    |
| 02月24日 | SUPER BEAVER                                            |
| 03月03日 | BiS（チャントモンキー）                                 |
| 03月10日 | 家入レオ                                                |
| 03月17日 | 川西拓実（JO1）(JO1としては2回目)                       |
| 03月24日 | 堀江由衣                                                |
| 03月31日 | 工藤晴香                                                |
| 04月07日 | Go!go!vanillas                                          |
| 04月14日 | saji（2回目）                                           |
| 04月21日 | Lucky Kilimanjaro                                       |
| 04月28日 | ラストアイドル（阿部菜々実・小澤愛実・間島和奏）(2回目) |
| 05月05日 | にしな                                                  |
| 05月12日 | OverTone（八上和希）                                    |
| 05月19日 | 竹内唯人                                                |
| 05月26日 | THE FOREVER YOUNG（2回目）                              |
| 06月02日 | CIMBA                                                   |
| 06月09日 | Ryu Matsuyama（Ryu）（2回目）                           |
| 06月16日 | MUCC（YUKKE）                                           |
| 06月23日 | saji(ヨシダタクミ)（生出演・3回目）                     |
| 06月30日 | にしな(2回目)                                           |
| 07月07日 | HKT48（矢吹奈子・田中美久・運上弘菜）                   |
| 07月14日 | 愛美                                                    |
| 07月21日 | 水瀬いのり                                              |
| 07月28日 | NACHERRY                                                |
| 08月04日 | カノエラナ(2回目)                                       |
| 08月11日 | 堀江由衣(2回目)                                         |
| 08月18日 | 岡咲美保(2回目)                                         |
| 08月25日 | 畠中祐                                                  |
| 09月01日 | angela (音楽ユニット)                                   |
| 09月08日 | TENDRE                                                  |
| 09月15日 | 内田雄馬                                                |
| 09月22日 | childspot                                               |
| 09月29日 | zonji                                                   |
| 10月06日 | ReN(2回目)                                              |
| 10月13日 | SIRUP                                                   |
| 10月20日 | JO1(佐藤景湖)(JO1としては3回目)                         |
| 10月27日 | D.Y.T                                                   |
| 11月03日 | I Don't Like Mondays.(YU)                               |
| 11月10日 | アンジュルム(竹内朱莉、為永幸音)                        |
| 11月17日 | GANG PARADE(月ノウサギ)                                 |
| 11月24日 | Juice=Juice(植村あかり、井上玲音)                       |
| 12月01日 | OCHA NORMA(米村姫良々、田代すみれ)                      |
| 12月08日 | 星屑スキャット(ミッツ・マングローブ)                    |
| 12月15日 | 10-FEET                                                 |
| 12月22日 | モーニング娘。(野中美希、羽賀朱音、櫻井梨央)            |
| 12月29日 | 久野美咲(事前収録による対談形式での出演)                |

2023年
| 放送日   | アーティスト                                                      |
| -------- | ----------------------------------------------------------------- |
| 01月05日 | カノエラナ(3回目)                                                 |
| 01月12日 | angela(2回目)                                                     |
| 01月19日 | NGT48                                                             |
| 01月26日 | 松本千夏                                                          |
| 02月02日 | HKT48(2回目)                                                      |
| 02月09日 | Ryoma Takamura                                                    |
| 02月16日 | ゴールデンボンバー(鬼龍院翔)                                      |
| 02月23日 | つばきファクトリー(新沼希空、谷本安美、八木栞)                    |
| 03月02日 | クジラ夜の街(宮崎一晴)(生電話での出演)                            |
| 03月09日 | tonari no Hanako(ame)                                             |
| 03月16日 | xiangyu                                                           |
| 03月23日 | 世が世なら                                                        |
| 03月30日 | GLASGOW                                                           |
| 04月06日 | 内田雄馬(2回目)                                                   |
| 04月13日 | 愛美(2回目)                                                       |
| 04月20日 | 宮野真守                                                          |
| 04月27日 | 水瀬いのり(2回目)                                                 |
| 05月04日 | AKB48(岡部麟、大盛真歩)                                           |
| 05月11日 | BEYOOOOONDS(高瀬くるみ、島倉りか)                                 |
| 05月18日 | DXTEEN(田中笑太郎)                                                |
| 05月25日 | MAN WITH A MISSION×milet                                          |
| 06月01日 | アンジュルム(川村文乃、松本わかな、平山遊季)(グループとして2回目) |
| 06月08日 | sumika(2回目)                                                     |
| 06月15日 | SUPER BEAVER(2回目)                                               |
| 06月22日 | C&K                                                               |
| 06月29日 | RAISE A SUILEN                                                    |
| 07月06日 | saji(4回目)                                                       |
| 07月13日 | wagamama                                                          |
| 07月20日 | Juice=Juice(2回目)                                                |
| 07月27日 | キタニタツヤ                                                      |
| 08月03日 | Rhythmic Toy World                                                |
| 08月10日 | Johnson KOGA(2回目)                                               |
| 08月17日 | 山崎エリイ                                                        |
| 08月24日 | Goomiey(2回目)                                                    |
| 08月31日 | 岡咲美保(3回目)                                                   |
| 09月07日 | 水瀬いのり(3回目)                                                 |
| 09月14日 | Johnson KOGA                                                      |
| 09月21日 | 山崎エリイ(2回目)                                                 |
| 9月28日  | つばきファクトリー(山岸理子 、谷本安美、河西結心)(2回目)          |
| 10月05日 | 神はサイコロを振らない                                            |
| 10月19日 | saji(5回目)                                                       |
| 10月26日 | モーニング娘。(野中美希、櫻井梨央)                                |
| 11月02日 | 岡咲美保(4回目)•indigo la End                                     |
| 11月09日 | 蒼井翔太                                                          |
| 11月16日 | 我儘ラキア                                                        |
| 11月23日 | MellowYouth                                                       |
| 11月30日 | 内田雄馬(3回目)                                                   |

## 過去のコーナー
チホちゃんに○○されたい！
- 略称「ちほまる」。大島にしてほしいことを毎週募集し、実行するネタコーナー。「○○したい」「○○してほしい」などと変化する場合もある。
- 大島千穂の引退とともにコーナーも終了。

テーマ一覧
2021年
| 放送日 | テーマ                                   |
| ------ | ---------------------------------------- |
| 4/1    | チホちゃんに叱られたい                   |
| 4/8    | チホちゃんに褒められたい                 |
| 4/15   | チホちゃんに質問したい                   |
| 4/22   | チホちゃんに相談したい                   |
| 4/29   | チホちゃんに言われたい                   |
| 5/6    | チホちゃんにささやかれたい               |
| 5/13   | チホちゃんに知ったかぶりされたい         |
| 5/20   | チホちゃんに決められたい                 |
| 5/27   | チホちゃんに応援されたい                 |
| 6/3    | チホちゃんに電話したい                   |
| 6/10   | チホちゃんに自慢したい                   |
| 6/17   | チホちゃんに演じて欲しい                 |
| 6/24   | チホちゃんにジャッジされたい             |
| 7/1    | チホちゃんにカバーされたい               |
| 7/8    | チホちゃんに電話されたい                 |
| 7/15   | チホちゃんに電話されたいvol.2            |
| 7/22   | チホちゃんに喝を入れて欲しい             |
| 7/29   | チホちゃんにキュンされたい               |
| 8/5    | チホちゃんに突っ込まれたい               |
| 8/12   | チホちゃんに作曲して欲しい               |
| 8/19   | チホちゃんにあいうえお作文を届けたい     |
| 8/26   | チホちゃんにあいうえお作文を届けて欲しい |
| 9/2    | チホちゃんに祝われたい                   |
| 9/9    | チホちゃんにニュース読まれたい           |
| 9/16   | チホちゃんに甘えたい                     |
| 9/23   | チホちゃんに自己紹介したい               |
| 9/30   | チホちゃんに質問したい                   |
| 10/7   | チホちゃんにこっそり自慢したい           |
| 10/14  | コーナー休止                             |
| 10/21  | チホちゃんに紹介したい                   |
| 10/28  | チホちゃんに励まされたい                 |
| 11/4   | チホちゃんに励まされたい                 |
| 11/11  | チホちゃんにモノマネされたい             |
| 11/18  | チホちゃんに嫉妬されたい                 |
| 11/25  | チホちゃんにラジオネームつけて欲しい     |
| 12/2   | チホちゃんにアナウンスされたい           |
| 12/9   | チホちゃんを騙したい                     |
| 12/16  | チホちゃんにおすすめの旅行先を紹介したい |
| 12/23  | チホちゃんとレナちゃんに質問したい       |
| 12/30  | 純くんと2021年(今年)を振り返りたい       |

2022年
| 放送日 | テーマ                                                   |
| ------ | -------------------------------------------------------- |
| 1/6    | チホちゃんに今年の目標を宣言したい                       |
| 1/13   | チホちゃんにピースって言わせたい                         |
| 1/20   | チホちゃんにピースって言わせたい                         |
| 1/27   | チホちゃんにリベンジを宣言したい                         |
| 2/3    | チホちゃんに豆撒いて欲しい                               |
| 2/10   | チホちゃんのキャッチフレーズを考えたよ                   |
| 2/17   | チホちゃんの天使の囁きが聞きたい                         |
| 2/24   | チホちゃんにお誕生日当てられたい                         |
| 3/3    | チホちゃんにテーマソング決められたいvol.1                |
| 3/10   | チホちゃんにテーマソング決められたいvol.2                |
| 3/17   | チホちゃんに匿名で聞いてほしい                           |
| 3/24   | チホちゃんにハッキリされたい                             |
| 3/31   | コーナーお休み                                           |
| 4/7    | チホちゃんに提案されたい！                               |
| 4/14   | チホちゃんに失敗談を話したい！(春の新生活編)             |
| 4/21   | チホちゃんに五・七・五されたい！                         |
| 4/28   | チホちゃんになりきってほしい！                           |
| 5/5    | チホちゃんにコーディネートをこーでねぇとされたい         |
| 5/12   | チホちゃんと今年の目標を振り返ろう！（電話企画）         |
| 5/19   | チホちゃんに叱られたい！                                 |
| 5/26   | チホちゃんによそよそしく励まされたい！                   |
| 6/2    | チホちゃんに突っ込まれたい！                             |
| 6/9    | チホちゃんに自慢したい！                                 |
| 6/16   | チホちゃんに自分の物語を朗読して欲しい！                 |
| 6/23   | チホちゃんに愚痴りたい！                                 |
| 6/30   | チホちゃんにおススメアーティストを紹介したい！           |
| 7/7    | チホちゃんにおススメアーティストを紹介したい！vol.2      |
| 7/14   | チホちゃんをゾワっとさせたい！                           |
| 7/21   | チホちゃんに幸運を祈られたい！                           |
| 7/28   | 8/4に延期                                                |
| 8/4    | チホちゃんに共感されたい！                               |
| 8/11   | チホちゃんに頼られたい！                                 |
| 8/18   | チホちゃんに知ったかぶりされたい！                       |
| 9/1    | チホちゃんに恋バナしたい！                               |
| 9/15   | チホちゃんに推しを紹介したい！                           |
| 9/29   | チホちゃんにクセが強いって言われたい！                   |
| 10/6   | チホちゃんに悩みを打ち明けたい！                         |
| 10/20  | チホちゃんに悩みを打ち明けたい！                         |
| 11/3   | チホちゃんにニックネーム付けられたい！                   |
| 11/17  | チホちゃんに叱られたい                                   |
| 12/1   | チホちゃんに笑われたい                                   |
| 12/15  | チホちゃんと今年の目標を振り返ろう(電話企画(仮))！       |
| 12/29  | チホちゃんと今年の目標を振り返ろう！メール&生電話vol.2！ |

2023年
| 放送日 | テーマ                                                       |
| ------ | ------------------------------------------------------------ |
| 1/5    | チホちゃんに初夢を報告したい                                 |
| 1/19   | チホちゃんに初夢を報告したい vol.2                           |
| 2/2    | チホちゃんに懺悔して、叱られたい！                           |
| 2/16   | チホちゃんに今年度の自分を褒められたい！                     |
| 3/2    | チホちゃんに今年度の自分を褒められたい！vol.2                |
| 3/16   | チホちゃんにあの頃の自分へ贈る手紙を読まれたい！             |
| 3/30   | チホちゃんにあの頃の自分へ贈る手紙を読まれたい！vol.2        |
| 4/6    | チホちゃんにおったまげられたい！                             |
| 4/20   | チホちゃんにマウント取りたい・取られたい                     |
| 5/4    | チホちゃんにオススメ曲で励まされたい！                       |
| 5/18   | チホちゃんにオススメ曲で励まされたい！vol.2                  |
| 6/1    | チホちゃんに思い出されたい！                                 |
| 6/15   | チホちゃんに思い出されたい！vol.2                            |
| 6/29   | チホちゃんに言っておきたい！聞いておきたい！(ちほまる最終回) |

ごじゃっぺ天気予報
- 略称『ごじゃ天』。翌日の茨城県をはじめとした関東一円の天気予報を、大島が茨城弁で伝える。時には茨城弁(1語)を意味と活用例と共に紹介し、レクチャーすることもあった。ごじゃ天と当番組が始まる前の天気予報コーナー(通常ver.)と対比され、その違いを楽しむことがリスナーの中でも楽しみであった。
- 大島千穂の引退とともにコーナーも終了した。

つんのめってドウいたしまして
- 「良いことをしたのに褒めてくれない」ことなどをカッパーくんが先回りして感謝や賛美を送るコーナー。

→毎月第2週に実施していた（2022年8月11日 - 2023年6月8日）
ドウかしているぜ
- 日常生活の中で『どうかしているぜ』と思ったことを募集し、カッパーくんに同意して貰うコーナー。

→毎月第4週に実施していた（2022年8月25日 - 2023年6月22日）

## 主な番組内でのできごと
2021年12月23日
静岡エフエム放送（K-mix）アナウンサー・川﨑玲奈が電話で出演し、「チホちゃんに○○されたい！」「トロトロ丼」でコラボ企画を展開した。大島と就職活動時に知り合っていた縁で出演が実現した。なお、大島は同日にK-mixで放送された『川﨑玲奈の踊るラジオシャドウ』に出演している。
2022年7月28日
パーソナリティを務める大島千穂に代わり、水間有紀が代理を務めた。
2023年6月8日
放送日の前に豪雨による被害が茨城県内などで報告され、気象情報を大切に伝える必要があったため、ごじゃっぺ天気予報（ごじゃ天）は標準語による天気情報コーナーとなった。

### 番外編
2023年4月12日に大島が広島エフエム放送の『江本一真のゴッジ』のコーナーゲストに出演したことからその番組では度々mp2000をオマージュした番組構成を行っている。